# HD124740
HD124740 — хімічно пекулярна зоря спектрального класу B9, що має видиму зоряну величину в смузі V приблизно  7,9.
Вона  розташована на відстані близько 671,1 світлових років від Сонця.

## Пекулярний хімічний склад
HD124740 належить до ртутно-манганових зір й її зоряна атмосфера має підвищений вміст Hg та Mn.